# Barri al-Gharbi
Barri al-Gharbi (arab. بري الغربي) – wieś w Syrii, w muhafazie Hama. W 2004 roku liczyła 627 mieszkańców.